# 矢野理香
矢野 理香（やの りか、9月20日 - ）は、日本の女性声優。福岡県出身。旧芸名は矢野 麻理子（やの まりこ）。

## 人物
以前はぷろだくしょんバオバブに所属していた。
資格は普通自動車免許。
特技は美術（油絵、水彩画：二科展ジュニアの部入選）、お菓子作り、切身を見ただけで魚の名前が分る、バドミントン。趣味は読書（歴史小説）、料理。
方言は博多弁、小倉弁。

## 出演

### テレビアニメ
- 超電影版SDガンダム三国伝 Brave Battle Warriors（2010年、村の子供達）
- クレヨンしんちゃん（2011年 - 2019年、おねいさんたち、お姉さんたち）

### 劇場アニメ
- クレヨンしんちゃん バカうまっ!B級グルメサバイバル!!（2013年、もつカレーのお京）

### ゲーム
- ぱすてるチャイムContinue（2005年）
- ファイナルファンタジーIII（2006年）
- セイクリッド ブレイズ（2009年、天使、姉）

### ドラマCD
- あッこりゃまたアワー おっちょこチョイ姫（お花）
- 勾玉花伝 巫女姫様とさくらの契約

### BLCD
- からめ手で口説いて
- たかが恋だろ（倉田千晶）
- 手を伸ばせばはるかな海（客）

### 吹き替え

#### 映画
- 運命の元カレ
- ドタバタわんちゃん保育園（ケンドラ）

#### ドラマ
- オンエアー（女子校生）
- シティーハンター in Seoul
- 孫子兵法